# Til Vesterheimen
Til Vesterheimen är en norsk dokumentärfilm från 1939. Filmen skildrar Olav V av Norges och Märtha av Norges resa till USA 1939.